# Landkreis Czortków
Powiat Czortków (niem. Landkreis Czortków, Kreishauptmannschaft Czortków, pol. powiat czortkowski) – jednostka podziału administracyjnego Generalnego Gubernatorstwa w latach 1941–1944, wchodząca w skład dystryktu galicyjskiego. Siedziba dystryktu znajdowała się w Czortkowie.
Tereny obwodu tarnopolskiego zostały zajęte przez wojska niemieckie w czerwcu 1941. Galicja Wschodnia weszła 1 sierpnia 1941 w skład Generalnego Gubernatorstwa pod nazwą Dystrykt Galicja na mocy dekretu Adolfa Hitlera z 1 sierpnia 1941. Niemieckie władze wojskowe sprawowały władzę do 5 sierpnia 1941, kiedy to utworzono Landkreis Czortków.
Landkreis Czortków funkcjonował  do sierpnia 1944, do zajęcia jego terenów przez Armię Czerwoną.